# 칼 빌헬름 포셀트
카를 빌헬름 포셀트(Karl Wilhelm Posselt, 1815년 6월 20일 디에코프, 베를린첸, 노이마르크, 프로이센 – 1885년 5월 12일 크리스티아넨부르크, 나탈, 남아프리카)는 베를린 선교회 소속 독일인 선교사로, 남아프리카에서 "바이올린을 든 선교사"로 알려졌다.
포셀트는 처음 노이첼레에서 교사 훈련을 받았으나, 훈련 중 선교 활동에 영감을 받아 1834년부터 1839년까지 베를린 신학대학에 다녔다. 1839년 12월 21일, 그는 함부르크에서 데본셔호를 타고 항해한 후 테이블만에 상륙했다. 그는 베를린 선교회 회원으로 동료 선교사 루드비히 리펠트와 요하네스 빈터와 함께 도착했다.
포셀트는 카프라리아의 스터터하임 근처 쿠부시 강변에 위치한 이템바 선교 기지에서 칼 프리드리히 슐타이스(1815-1855) 밑에서 수련을 받았다. 이곳에서 그는 코사어의 기초도 배웠다. 이템바는 1846-47년 국경 전쟁 중 파괴되었다가 재건된 후 1850년에 다시 파괴되었다. 포셀트와 리펠트는 인드웨 강에 엠마우스라는 새로운 선교 기지를 세웠는데, 이곳은 나중에 바르트부르크로 이름이 바뀌었으나 역시 약탈당했다. 포셀트는 그 후 나탈의 드라켄즈버그산맥 아래와 오늘날의 베르흐빌 근처에 사는 줄루족 사이에서 활동을 시작했다. 빌헬름 굴덴프페닝과 함께 그는 그곳에 다시 엠마우스라는 이름의 새로운 기지를 세웠고, 이 기지는 오늘날까지 존재한다. 1856년 적대 행위가 다시 발생하자 포셀트는 피터마리츠버그로 피신했다. 그곳에서 그는 1848년 브레멘에서 182명의 독일 정착민이 도착하면서 세워진 노이도이칠란트 공동체를 섬겼으며, 이 공동체의 주요 활동은 목화 재배였다. 당시 이곳은 포트나탈 바로 바깥에 위치했지만, 오늘날에는 더반의 웨스트빌의 일부를 이룬다. 정착민들은 "나탈 목화 회사"의 이사 조나스 베르크타일에 의해 목화를 재배하기 위해 오스나브뤼크 근처 브람셰에서 모집되었다. 목화 재배 프로젝트는 곧 실패했고, 식민지 주민들은 포트나탈의 수요를 공급하기 위해 채소를 재배하기 시작했다. 일부 독일인들은 내륙으로 이동하여 피터마리츠버그 근처에 노이하노버 또는 뉴하노버 정착촌을 세웠다.
노이도이칠란트 공동체가 해체 직전에 있는 것처럼 보이자 포셀트는 엠마우스로 돌아갔으나, 분열이 치유되자 다시 돌아왔다. 1858년 그는 1854년에 설립한 선교 기지에 정착했는데, 이곳은 그의 첫 부인의 이름을 따 크리스티아넨부르크라고 명명되었으며, 노이도이칠란트와 가깝고 오늘날의 클레르몬트 타운십의 일부를 이룬다.

## 가족
포셀트의 부모는 디에코프의 교사였던 칼 루드비히 포셀트(1782년 4월 9일 ~ 1834년 12월 27일)와 마리 엘리자베스 피셔(1781년 6월 24일 ~ 1834년 12월 27일)였다. 그들은 샬럿, 칼 루드비히, 칼 빌헬름, 칼 아우구스트의 네 자녀를 두었다.
 카를 빌헬름은 1841년 4월 1일 위튼하흐에서 첫 부인 크리스티아네 쇤하이트(1848년 4월 17일 피터마리츠버그 사망)와 결혼하여 요하네스, 나다니엘, 크리스티아네의 세 자녀를 두었다.
그는 1851년 6월 11일 두 번째 부인 소피 엘리자베스 쾨니히크래머(1834년 12월 10일 ~ 1913년 11월 30일)와 결혼하여 나다니엘, 마틸데, 에밀리 크리스티아나, 펠릭스 알브레히트 빌헬름, 소피 리제트, 헤르만 에버하르트, 에르나, 엠마 안나, 테오도르 빌헬름, 오토 헬무트, 테레사의 11명의 자녀를 더 두었다.
- 소피 리제트 포셀트(1860년 10월 5일 크리스티아넨부르크 ~ 1923년 1월 14일 보차벨로, 미델뷔르흐)는 1879년 10월 31일 크리스티아넨부르크에서 선교사 프리드리히 미하엘 헬무트 보이스터(1850년 12월 31일 리벤발데, 브란덴부르크 ~ 1920년 4월 1일 보차벨로, 미델뷔르흐)와 결혼했다.[4][5]
- 마틸데 포셀트(1855년 엠마우스, 베르흐빌 ~ 1932년 1월 8일 프리토리아)는 선교사 프리드리히 칼 아돌프 그륀베르거(1838년 4월 15일 고두프, 오버슐레지엔 ~ 1918년 8월 1일 프리토리아)와 결혼했다.

## 같이 보기
- Germans in Natal(독일어판)

## 참고 문헌
- Pfitzner, E., & D. Wangemann, "Wilhelm Posselt der Kaffernmissionar", Berlin 1895